# راي فرانكل
رايموند فرانكل (بالهولندية: Raymond Fränkel) المعروف باسم راي فرانكل (بالهولندية: Ray Fränkel) (من مواليد 15 سبتمبر 1982 في باراماريبو) هو لاعب كرة قدم هولندي سورينامي الذي يلعب حالياً لصالح ترانسفال.

## المسيرة الرياضية
بدأ فرانكل مسيرته الرياضية في ترانسفال قبل أن يتعاقد معه فاينورد. بعد الفشل في اقتحام الفريق الأول لفاينورد انتقل فرانكل إلى فلورا من دوري إستونيا الممتاز. لعب 14 مباراة مع فلورا قبل العودة إلى هولندا في موسم 2003-2004 عندما وقع مع غرونينغن.
بعد الفشل في إحداث أي تأثير حقيقي وحجز مكان في التشكيلة الأساسية للعب في الدوري الهولندي الممتاز فإنه انتقل مجددا. هذه المرة انتقل إلى فورتونا سيتارد في الدرجة الثانية ولكن بعد موسم واحد بسبب عدم لعب مباريات كثيرة في الفريق الأول في النادي الجديد انتقل راي إلى منافسه هارلم. في عام 2007 وقع فرانكيل مع رويال أنتويرب البلجيكي. بعد ثلاث سنوات سرح في صيف 2010 من قبل أنتويرب ووقع في 4 سبتمبر 2010 مع ليسي في الدرجة الثالثة. بعد نصف سنة فسخ عقده مع ليسي وانضم إلى الشحانية في قطر. في 1 يوليو 2013 وقع مع ترانسفال من سورينام.

## الحياة الشخصية
راي هو ابن إيفان فرانكل وابن عم بوريل فرانكل.